# Hofer Vorstadt
Die Hofer Vorstadt ist ein Stadtteil von Plauen im Stadtgebiet Süd.

## Geographie

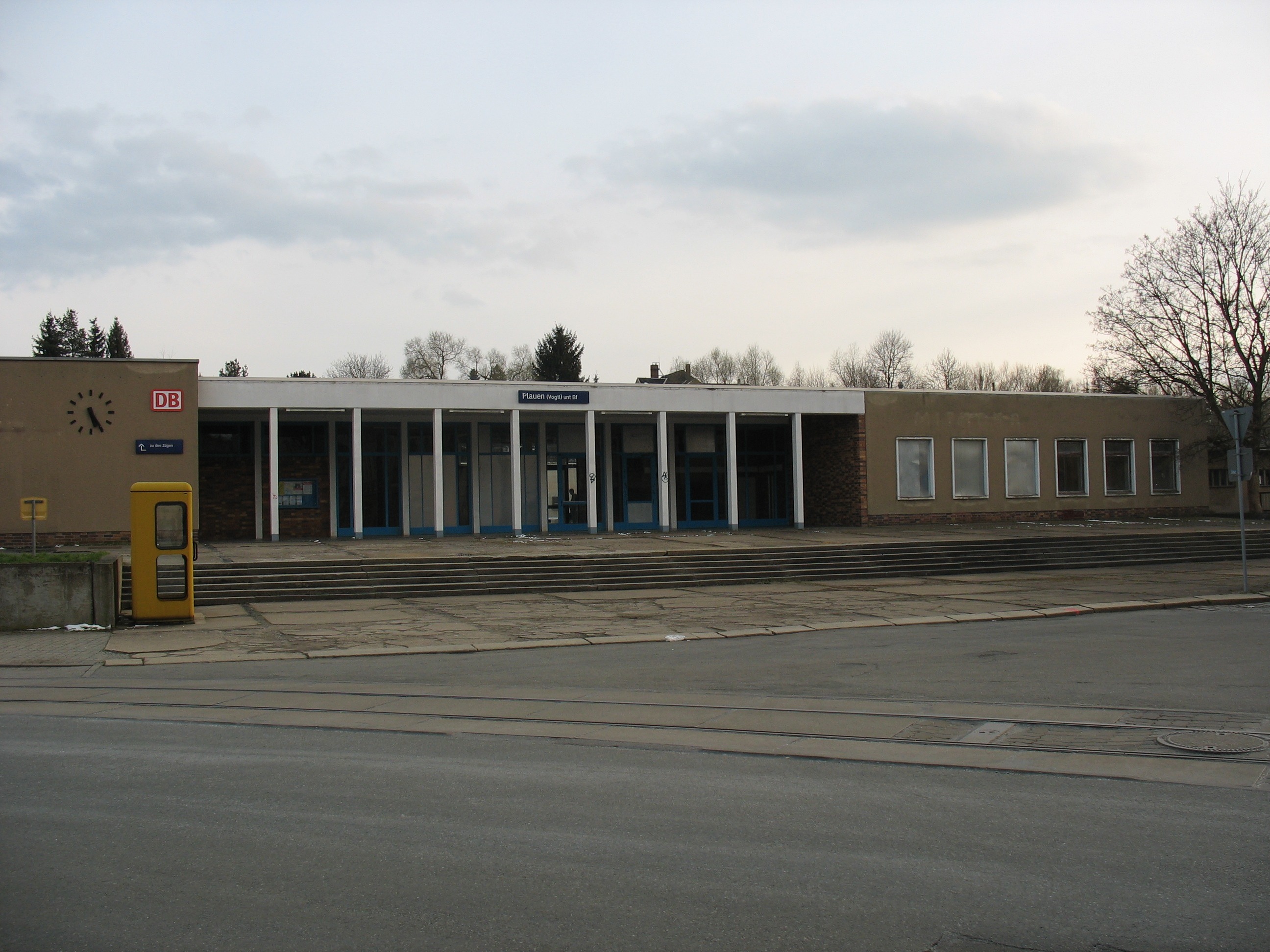
Der untere Bahnhof in Plauen

Die Hofer Vorstadt liegt im westlichen Zentrum Plauens und grenzt an sechs weitere Stadtteile.
|             | Neundorfer Vorstadt                         | Obere Aue   |
| Straßberg   | Kompassrose, die auf Nachbargemeinden zeigt | Ostvorstadt |
| Thiergarten |                                             | Südvorstadt |

Im Norden wird die Hofer Vorstadt durch die Weiße Elster begrenzt. Weitestgehend parallel dazu verläuft die Elstertalbahn. An der Strecke liegen im Stadtteil der Haltepunkt Plauen-Zellwolle im Nordwesten und der untere Bahnhof im Nordosten. Unweit davon, an der östlichen Grenze, die von der Bundesstraße 92 gebildet wird, befindet sich der Betriebshof Wiesenstraße der Plauener Straßenbahn. Die südöstliche Grenze bildet die Bundesstraße 173. Der Stadtteil ist hauptsächlich durch Kleingärten, Landwirtschaftliche Nutzflächen und lockere Bebauung geprägt.

## Öffentlicher Nahverkehr
Der Stadtteil wird nur an seinen Rändern vom ÖPNV erfasst. Im Osten der Hofer Vorstadt, an der B 92, verkehrt die PlusBus-Linie 50 im Stundentakt von Plauen nach Oelsnitz, Auerbach und Rodewisch. Possig im Südwesten wird von der RufBus-Linie 48 nach Weischlitz und Neundorf bedient. 